# Final (ajedrez)
|    |       |       |    |    |       |    |    |    |  |
|    | a8    | b8    | c8 | d8 | e8    | f8 | g8 | h8 |  |
| a7 | b7    | c7    | d7 | e7 | f7    | g7 | h7 |    |  |
| a6 | b6 kd | c6    | d6 | e6 | f6    | g6 | h6 |    |  |
| a5 | b5    | c5    | d5 | e5 | f5    | g5 | h5 |    |  |
| a4 | b4    | c4 pd | d4 | e4 | f4 kl | g4 | h4 |    |  |
| a3 | b3    | c3    | d3 | e3 | f3    | g3 | h3 |    |  |
| a2 | b2    | c2    | d2 | e2 | f2    | g2 | h2 |    |  |
| a1 | b1    | c1    | d1 | e1 | f1    | g1 | h1 |    |  |
|    |       |       |    |    |       |    |    |    |  |

En ajedrez, el final se refiere a la tercera etapa del juego, después de la apertura y el medio juego, en la cual quedan pocas piezas sobre el tablero y el desenlace es inminente. Es la etapa del juego que los principiantes deben aprender primero.

## El final de una partida
Una partida de ajedrez acaba cuando se da alguna de estas situaciones:
- Uno de los jugadores hace Jaque mate y gana.
- Uno de los jugadores abandona y pierde.
- Los jugadores empatan o hacen tablas.

El final como etapa del juego se refiere a los movimientos previos a estos desenlaces.
Aunque una partida puede acabar en pocos movimientos, por un jaque mate como el jaque mate pastor, por lo general estos jaques se consideran más bien jugadas virtuosas del medio juego. El final como etapa del juego suele comenzar después de 30 movimientos o más y se caracteriza por:
- Quedan pocas piezas en el tablero con lo que las combinaciones de movimientos son menos numerosas que en las etapas anteriores del juego.
- Las piezas con movimientos amplios como la reina, la torre o el alfil tienen mayor libertad de movimientos al estar el tablero más vacío.
- Los peones avanzados pueden llegar a coronar con lo que un bando en desventaja pasa a tener ventaja. No es extraño ver partidas que terminan con más de dos reinas.
- Los caballos pierden parte de su importancia al no ser necesaria su capacidad de salto.
- Los reyes, antes piezas pasivas, se convierten en piezas ofensivas o defensivas muy útiles.

## El juego en el final
A menudo la línea entre el medio juego y el final no es clara, ya que puede ocurrir gradualmente o por el rápido intercambio de un pequeño número de pares de piezas. El final, sin embargo, tiene características bien distintas respecto al medio juego, y los jugadores deben aplicar estrategias distintas para esta etapa. En particular, cada peón existente se vuelve más importante por su capacidad de promoción; los finales usualmente se dan en torno a tratar de promover un peón (avanzándolo hasta su octava línea). El rey, que tiene que ser protegido en las etapas previas al final (apertura y medio juego) se vuelve parte importante de la estrategia del juego en el final, debido a la pequeña cantidad de amenazas que existen y a la capacidad de ataque de este, además del hecho de que ni la pieza más poderosa en movimiento (la dama) es capaz de hacer jaque mate por sí sola.

## Estudios
Mucha gente ha realizado estudios de los finales de ajedrez, los principales mates con el material mínimo están bien estudiados así como las formas de ganar cuando no parece clara una victoria o la forma de conseguir tablas mediante ahogado cuando pareciera que estamos perdidos.
Es muy curioso en ajedrez que un peón que en la apertura o el medio juego tienen un valor de 1, en el final signifiquen la esperanza de ganar la partida, así por ejemplo en un final de rey y caballo contra rey y peón es mejor tener el peón.
Los finales en ajedrez se clasifican de acuerdo al tipo de piezas y a su cantidad que quedan en el tablero. Algunos finales interesantes son:
- Final de rey contra rey y peón.
- Final de rey contra rey, alfil y caballo.
- Final de rey contra rey y alfiles en colores diferentes.
- Finales de rey y torre, contra rey y torre, con o sin peones

Los finales artísticos consisten en posiciones similares a un final de juego normal, generalmente con pocas piezas, creadas con el propósito de presentar una solución que, ya sea por el ingenio que requiere, la sutileza de los movimientos necesarios, o su originalidad, muestran la belleza del juego. Existen varios autores que se han dedicado a la composición de este tipo de finales:
- Alexei Alexeievich Troitzky

En los estudios se suele denominar bando fuerte al jugador que tiene ventaja de piezas y bando débil al que tiene desventaja.

## Finales básicos
Se llaman finales básicos a aquellos en los que el rey débil está solo en el tablero.
Finales básicos, ordenados de menor a mayor dificultad, que normalmente acaban en jaque mate y victoria del bando con más piezas. 
- Dos torres y rey contra rey
- Dama y rey contra rey
- Torre y rey contra rey
- Peón y rey contra rey
- Dos alfiles y rey contra rey
- Caballo, alfil y rey contra rey
- Dos caballos y rey contra rey y peón

Finales básicos que acaban en tablas:
- Caballo y rey contra rey
- Alfil y rey contra rey

Las propias reglas de movimiento de estas piezas impiden que ninguno de los bandos pueda dar jaque mate.
Finales básicos con más piezas:
El resto de mates de más piezas contra rey solo no se suelen estudiar, ya que son combinaciones de los mates básicos esenciales.

## Finales contra rey y peón
- Dos caballos y rey contra rey y peón
- Dos alfiles y rey contra rey y peón
- Caballo, alfil y rey contra rey y peón
- Torre y rey contra rey y peón
- Dama y rey contra rey y peón
- Peones y rey contra rey y peón

## Finales con torres y peones
- Torre contra peón
- Torre contra dos peones

- Torre contra tres o más peones
- Torre y peones contra peones
- Torre y peón contra torre
- Torre y dos peones contra torre
- Torre y peón contra torre y peón
- Torre y dos peones contra torre y peón
- Torre y dos peones contra torre y dos peones
- Finales de torres y peones con ventaja de material
- Finales de torres y peones con ventaja posicional

## Errores comunes en los finales
Los errores que se cometen en los finales son sumamente graves en comparación con los efectuados en las aperturas:
- Subestimar peones lejanos y pasados.
- Permitir una ruptura de estructura de peones, generando uno de los bandos al menos un peón lejano o aislado.
- La elección del caballo o el alfil para combatir frente a posiciones abiertas o cerradas determinará ventaja. Por lo general se prefiere al Alfil en posiciones abiertas y al Caballo para posiciones cerradas por ser una pieza ideal para bloquear otras piezas como los peones.
- Simplificar los finales cuando se tiene un alfil "malo", que consiste en aquel que se ve reducido por los peones que restringen su actividad. El bando con un alfil «malo» deberá evitar en lo posible toda simplificación del juego, ya que en el final la superioridad del «buen» alfil enemigo puede llegar a ser decisiva.